# پاکوزد
پاکوزد (به مجاری:  Pákozd) یک شهرداری در مجارستان است که در فیر واقع شده‌است. پاکوزد ۴۳٫۳۲ کیلومتر مربع مساحت و ۲٬۸۲۹ نفر جمعیت دارد.